# Rozier-Côtes-d'Aurec
Rozier-Côtes-d'Aurec là một xã trong tỉnh Loire miền trung nước Pháp.